# François Reynaert (journaliste)
Pour les articles homonymes, voir François Reynaert et Reynaert.
 (novembre 2016).
François Reynaert, né en 1960 à Dunkerque, est journaliste et écrivain français.

## Biographie
Fils d'enseignants, François Reynaert intègre Sciences Po à Paris. Au début de sa carrière dans la presse, dans les années 1980, il effectue un stage au quotidien Libération. En 1988, il sort son premier ouvrage, Pour en finir avec les années 80, chez Calmann-Lévy.
S'occupant entre autres des questions religieuses pour Libération, il signe en 1989, après l'exclusion de trois élèves du collège de Creil refusant d'ôter leur foulard, un article intitulé « Le foulard, un cas d'école pour laïcité ». Dans un autre article, il décrit le « siècle des grandes hérésies », sous le pontificat de Léon Ier.
Depuis 1995, François Reynaert est chroniqueur au Nouvel Observateur (devenu Le Nouvel Obs) où il commente l'actualité avec ironie et amusement[réf. nécessaire]. En 2003, il fustige le Lexicon, publié sous le pontificat de Jean-Paul II, qui déclare que « les homosexuels n’ont aucun droit car l’homosexualité n’a aucune valeur sociale ».
Stéphane Bern le choisit comme intervenant dans plusieurs de ses émissions radio (Le Fou du roi sur France Inter) et télé (Pourquoi les manchots n'ont-ils pas froid aux pieds ? en 2006  et L'Arène de France sur France 2 de septembre 2006 à juin 2007). Sur le petit écran, il a aussi collaboré à l'émission Campus.
Il poursuit son hagiologie dans le Nouvel Observateur et publie plusieurs romans, parmi lesquels Nos amis les journalistes, où il imagine le journaliste Basile Polson, qu'il retrouvera dans les romans Nos amis les hétéros et Rappelle-toi. En 2006, François Reynaert publie Une Golden en dessert, essai humoristique sur « tout ce qui nous donne le cafard et les moyens d’en sortir ».
Son livre Rappelle-toi, paru en 2008, évoque les premiers émois homosexuels du héros qui resurgissent lors d'un rassemblement d'anciens camarades estivaliers.
Il se consacre aussi à l'écriture d'ouvrages de vulgarisation, notamment historique, par exemple Nos ancêtres les Gaulois et autres fadaises, paru en 2010, ou La Grande Histoire du monde, en 2016. Son approche de l'histoire dans ses livres de vulgarisation permettent d'aborder différemment une histoire aux multiples facettes et notamment pourquoi tel fait est parvenu jusqu'à nous et non un autre selon le contexte politique de l'époque. « C’est aussi l’occasion de rappeler que l’histoire n’est pas figée une fois pour toutes ».
Il est membre du jury du prix de Flore.
En juin 2013, il signe un article sur La Manif pour tous, pour fustiger Frigide Barjot et Christine Boutin.
Il participe, avec Vincent Brocvielle, à l'ouvrage collectif Nous sommes Charlie : 60 écrivains unis pour la liberté d'expression. Paris : Le Livre de poche n° 33861, janvier 2015, p. 22-23.  (ISBN 978-2-253-08733-5), avec un texte titré La Démocratie, c'est la nuance.
En 2021, il publie Roger, héros, traître et sodomite, un récit historique qu'il a mis trois ans à écrire et qui retrace le parcours romanesque de Roger Casement, mondialement connu au début du XXe siècle pour son rapport sur les crimes commis au Congo belge de Léopold II, puis tour à tour héros national au Royaume-Uni, militant de l'indépendance irlandaise et exécuté pour trahison durant la Première guerre mondiale,.

## Accueil critique
Le journaliste André Larané, d'Herodote.net, considère l'ouvrage Nos ancêtres les Gaulois et autres fadaises, comme « délicieux autant qu'instructif ».

## Publications
- Pour en finir avec les années 80, Calmann-Lévy, 1988.
- Sur la terre comme au ciel, une histoire des relations entre l'Église et l'État, Calmann-Lévy, 1990.
- Une fin de siècle, Calmann-Lévy, 1994.
- L'air du temps m'enrhume (recueil de ses chroniques au Nouvel Observateur), Calmann-Lévy, 1997.
- Nos années vaches folles, NiL Éditions, 1999.
- Nos amis les journalistes, NiL Éditions, 2002.
- Nos amis les hétéros, NiL Éditions, 2004.
- Une Golden en dessert, NiL Éditions, 2006.
- La Planète des saints, Hachette Littératures, 2007.
- Rappelle-toi, NiL Éditions, 2008.
- Nos ancêtres les Gaulois et autres fadaises, Éditions Fayard, 2010.
- Le Kit du 21e siècle, Nouveau manuel de culture générale, coécrit avec Vincent Brocvielle, Éditions Jean-Claude Lattès (sous la direction de Laurence de Cambronne), 2012.
- L'Orient mystérieux et autres fadaises, Éditions Fayard, 2013
- La Grande Histoire du monde arabe, d'Alexandre le Grand à l'islamisme radical, Éditions Fayard, 2015
- La Grande Histoire du monde, Éditions Fayard, 2016
- Historama, Quand l'Histoire explique l'actualité, Editions Tallandier, 2017
- Voyage en Europe : De Charlemagne à nos jours, Paris, Fayard, coll. « Histoire », janvier 2019, 320 p. (ISBN 978-2-213-71142-3 et 2-213-71142-9, présentation en ligne)
- La grande histoire des Nouveaux Mondes, Paris, Fayard, 2020
- Roger, héros, traître et sodomite, Paris, Fayard, 2021
- La grande histoire de la Russie, de son empire et de ses ennemis, Paris, Flammarion, 2023
- La tragique et fascinante histoire d’une terre promise, Paris, Levi, Nouvel Obs, 2024   (ISBN 979-1034909339). Direction d’ouvrage.
- Les vacances de l’Histoire, Paris, Flammarion, Nouvel Obs, 2024   (ISBN 978-2-0804-5213-9). Co-auteur. Direction d’ouvrage.